# Hattusili I
Labarnas II was de eerste koning van het Hettitische rijk die regeerde vanuit Hattusa (terwijl de eerdere koningen in Neša verbleven), en bij die gelegenheid nam hij de troonnaam Hattusili I aan. Hij heerste van ca. 1650–1620 v.Chr.
Hij is de eerste Hettitische heerser van wie verslagen uit zijn eigen tijd gevonden zijn. Naast de titel "Koning van Hattusas" nam hij de titel "Man van Kushara" aan, een verwijzing naar de prehistorische hoofdstad en thuisland van de Hettieten, voordat ze Neša veroverden. Een in 1957 gevonden spijkerschrifttablet met een tekst in zowel het Hettitisch als het Akkadisch geeft details uit zes jaren van zijn regering.
Volgens het tablet heeft hij het Hettitische territorium uitgebreid tot aan de zee, en heeft hij in het tweede jaar de Alalakh en andere steden in Syrië onderworpen. In het derde jaar voerde hij strijd tegen Arzawa in westelijk Anatolië, waarna hij terugkeerde naar Syrië om daar de volgende drie jaren bezig te zijn met de herovering van zijn voormalige bezittingen op de Hurrieten, die deze bezet hadden toen hij weg was.